# South Pasadena (Californie)
Pour l’article homonyme, voir South Pasadena.
South Pasadena est une municipalité de la banlieue proche de Los Angeles, en Californie, située à l'ouest de la vallée de San Gabriel. Sa population s’élevait à 25 619 habitants lors du recensement de 2010, estimée à 25 888 habitants en 2017.
Réputée pour sa ferme d'élevage d'autruches à la fin du XIXe siècle, la ville était une attraction prisée des touristes californiens. Aujourd'hui, South Pasadena fait un effort particulier pour protéger son patrimoine de maisons anciennes et d'arbres centenaires.
La première usine d'instruments de mesure Beckman Coulter s'installa dans cette ville (1940).

## Démographie
| Groupe            | South Pasadena | Californie | États-Unis |
| ----------------- | -------------- | ---------- | ---------- |
| Blancs            | 54,3           | 57,6       | 72,4       |
| Asiatiques        | 31,1           | 13,1       | 4,8        |
| Autres            | 5,6            | 17,4       | 6,4        |
| Métis             | 5,5            | 4,9        | 2,9        |
| Afro-Américains   | 3,0            | 6,2        | 12,6       |
| Amérindiens       | 0,4            | 1,0        | 0,9        |
| Total             | 100            | 100        | 100        |
|                   |                |            |            |
| Latino-Américains | 18,6           | 37,6       | 16,7       |

Selon l'American Community Survey, en 2010, 62,18 % de la population âgée de plus de 5 ans déclare parler l'anglais à la maison, 10,60 % déclare parler l'espagnol, 10,58 % une langue chinoise, 6,19 % le coréen, 2,12 % le tagalog, 2,07 % le japonais, 0,71 % le français, 0,64 % l'allemand, 0,63 % le vietnamien et 4,28 % une autre langue.
| 1890 | 1900  | 1910  | 1920  | 1930   | 1940   |
| ---- | ----- | ----- | ----- | ------ | ------ |
| 623  | 1 001 | 4 649 | 7 652 | 13 730 | 14 356 |

| 1950   | 1960   | 1970   | 1980   | 1990   | 2000   |
| ------ | ------ | ------ | ------ | ------ | ------ |
| 16 935 | 19 706 | 22 979 | 22 681 | 23 936 | 24 292 |

| 2010   | - | - | - | - | - |
| ------ | - | - | - | - | - |
| 25 619 | - | - | - | - | - |